# Hình thành giao tử

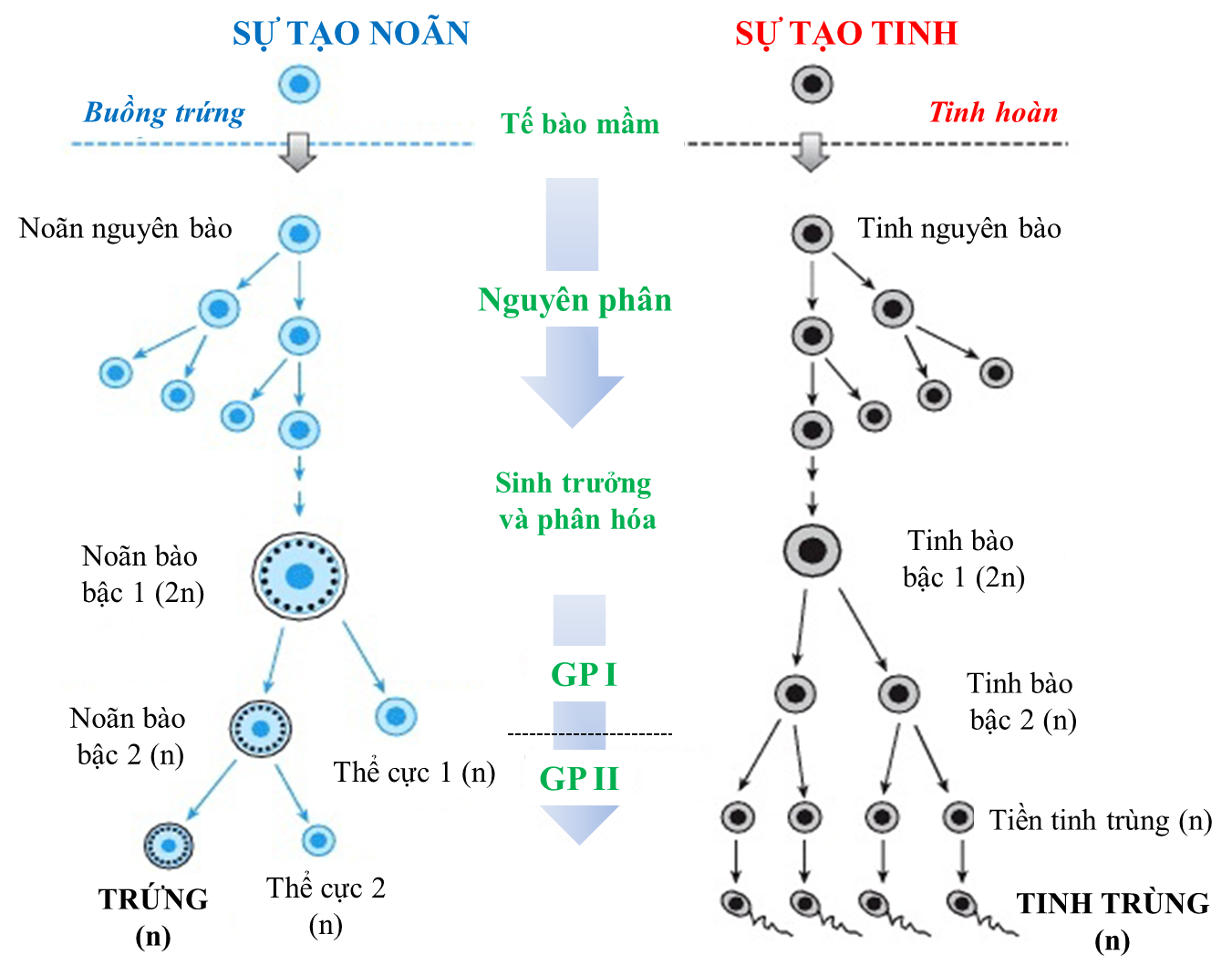
Hình 1: Sơ đồ tổng quát hình thành giao tử cái (bên trái) và giao tử đực (phải) ở động vật

Hình thành giao tử là quá trình tạo ra giao tử từ tế bào mầm.,  Trong thuật ngữ khoa học, khái niệm này có tên là gametogenesis. Đây là thuật ngữ trong phôi học, dùng để chỉ sự hình thành giao tử là quá trình mà tế bào sinh dục sơ khai (một loại tế bào mầm) phát sinh ra giao tử trong cơ thể sinh vật, với kết quả quan trọng nhất là tạo ra giao tử đực hoặc giao tử cái có thể tham gia thụ tinh.
Sự hình thành giao tử có hai đặc điểm quan trọng:
- Tạo ra các giao tử đơn bội (n), mà mỗi giao tử chỉ có 1/2 số nhiễm sắc thể cùng với hàm lượng gen trong đó so với tế bào sinh dục lưỡng bội (2n) đã sinh ra nó.
- Luôn luôn có sự phân li và tổ hợp ngẫu nhiên các nhiễm sắc thể, dẫn đến vô cùng nhiều loại giao tử khác nhau gây nên nhiều biến dị tổ hợp, đồng thời có thể có sự cấu trúc lại các nhiễm sắc thể gây hoán vị gen; nhờ đó đời con rất đa dạng về kiểu gen và kiểu hình, thuận lợi cho sự tồn tại và tiến hóa của loài trước tác động của chọn lọc tự nhiên.
Quá trình này có nhiều khác nhau về chi tiết giữa các loài, giữa hai giới (đực, cái) của cùng một loài, nhưng bất kì sự hình thành giao tử nào cũng trải qua giảm phân.
Hình thành giao tử còn có các tên gọi khác (từ đồng nghĩa) là tạo giao tử, phát sinh giao tử.
Quá trình hình thành giao tử đực thường gọi chung là sự tạo tinh (spermatogenesis), còn quá trình hình thành giao tử cái thường gọi chung là sự tạo noãn (oogenesis). Hai quá trình này khác nhau đáng kể ở động vật và ở thực vật., , 

## Hình thành giao tử ở động vật
- Ở động vật bậc cao, tạo giao tử xảy ra ở tuyến sinh dục. Tuyến này ở cá thể đực là tinh hoàn, còn ở cá thể cái là buồng trứng.
- Trong tinh hoàn, quá trình tạo giao tử đực gọi là sự tạo tinh, kết quả là sinh ra tinh trùng có thể trực tiếp tham gia thụ tinh.
- Trong buồng trứng, quá trình tạo giao tử cái gọi là sự tạo noãn, kết quả là sinh ra noãn có thể trực tiếp tham gia thụ tinh.
- Phương thức tạo giao tử ở giới đực và ở giới cái tuy không giống nhau, nhưng nói chung đều theo diễn biến tóm tắt như lược đồ sau: 
Tế bào sinh dục gốc (tế bào mầm) → Tế bào sinh dục → Tế bào sinh dục thứ cấp → Giao tử.

### Sự tạo tinh
- Sự tạo tinh (spermatogenesis) là tên thường dùng của sự hình thành tinh trùng (giao tử đực của động vật). Quá trình này khởi đầu từ tinh bào gốc hay gọi đẩy đủ hơn là tế bào gốc tinh trùng (spermatogonial stem cell, viết tắt là SSC) nằm trong các ống bán nguyệt của tinh hoàn. Xem thêm chi tiết ở: Tế bào gốc tinh trùng.
- Sự tạo tinh khá phức tạp, nhưng có thể mô tả đơn giản là gồm 2 giai đoạn chính:[9]

1. Giai đoạn phân bào: Tế bào gốc tinh trùng  → Tinh nguyên bào → Tinh tử.
2. Giai đoạn biến thái: Tinh tử → Tinh trùng (spermatozoon).

Về hình thức phân bào, thì phần đầu giai đoạn 1 diễn ra theo cơ chế nguyên phân, phần sau diễn ra theo cơ chế giảm phân, còn giai đoạn 2 có sự biến đổi hình thái để sinh ra tinh trùng chín muồi. Kết quả là 1 tinh bào sinh ra 4 tinh trùng có số nhiễm sắc thể giảm đi 1/2 (sơ đồ bên phải ở hình 1). Chi tiết xem ở trang Sự tạo tinh.

### Sự tạo noãn
- Sự tạo noãn (oogenesis) là tên tắt thường dùng của sự hình thành noãn (hoặc trứng) là giao tử cái của động vật.[10]
- Sự tạo noãn phức tạp không kém gì sự tạo tinh, nhưng có thể mô tả đơn giản là gồm 2 giai đoạn chính:

1. Tế bào mầm cái → Noãn nguyên bào.
2. Noãn nguyên bào → Noãn (oocyte).

- Về hình thức phân bào, thì giai đoạn 1 diễn ra theo cơ chế nguyên phân, còn giai đoạn 2 diễn ra theo cơ chế giảm phân, kết quả là 1 noãn nguyên bào chỉ sinh ra 1 noãn là giao tử cái có số nhiễm sắc thể giảm đi 1/2 (sơ đồ bên trái ở hình 1).
- Chi tiết quá trình này xem ở trang Sự tạo noãn.
- Trên đây mới chỉ là cơ chế tổng quát của quá trình tạo giao tử ở động vật. Đối với các loài cụ thể có nhiều chi tiết khác nhau. Ngoài ra, quá trình này còn chịu ảnh hưởng phức tạp của nội môi (chủ yếu là hooc-môn) và ngoại cảnh.

## Hình thành giao tử ở thực vật

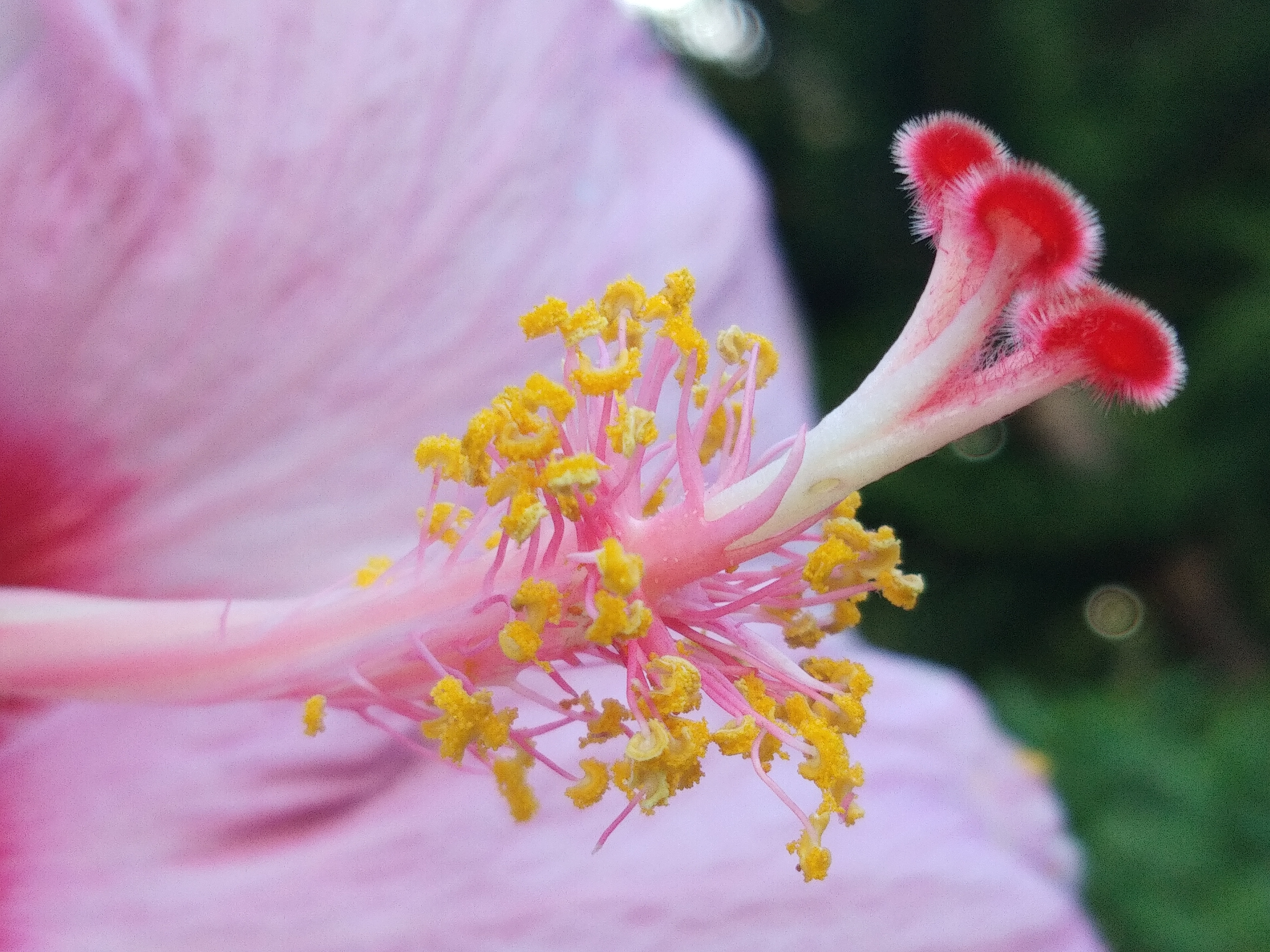
Hình 2: Cơ quan sinh sản của Hạt kín là hoa: Núm nhuỵ (♀, màu hồng xẫm) sẽ tiếp nhận phấn hoa (♂) từ bao phấn (có màu vàng).

Ở thực vật hạt kín (cây có hoa), các giao tử đực hình thành trong hoa. Mỗi bông hoa thường gồm hai loại cơ quan sinh sản chính là nhuỵ (cơ quan sinh sản cái) và nhị (cơ quan sinh sản đực). Trong nhuỵ, giao tử cái (noãn) hình thành trong bàu nhuỵ; còn trong nhị, giao tử đực (tinh tử) hình thành từ hạt phấn đều cũng trải qua quá trình hình thành giao tử có giảm phân tương tự như ở động vật. Tuy nhiên, khác hẳn ở động vật:
- Giao tử của thực vật thường gọi là bào tử (spore);
- "Tổ tiên" của bào tử không phải là tế bào mầm (tức là tế bào sinh dục sơ khai), mà là tế bào xôma chưa chuyên hoá.

### Phát sinh bào tử cái
- Tế bào phát sinh ra giao tử cái (noãn) gọi là đại bào tử (megaspore), do đó quá trình phát sinh ra noãn gọi là megagametogenesis (phát sinh đại bào tử). Kết quả cuối cùng của quá trình này là tạo ra 8 nhân đơn bội (n) trong đó có 1 nhân cực chính là giao tử cái, còn 2 nhân góp phần tạo thành phôi nhũ (3n).
- Xem chi tiết đã được mô tả ở trang Thụ tinh kép.

### Phát sinh bào tử đực
- Tế bào phát sinh ra bào tử đực (tức giao tử đực hay tinh tử vì không tự bơi được như tinh trùng) gọi là tiểu bào tử (microspore) chính là tế bào phấn hoa, do đó quá trình phát sinh tinh tử gọi là microgametogenesis (phát sinh tiểu bào tử).
- Tất cả các quá trình này đều xuất phát từ hạt phấn hoa trong bao phấn đã chín và phải gặp điều kiện thích hợp (chủ yếu là độ ẩm) làm hạt phấn nảy mầm (hình 3). Tuy nhiên, khoảng 70% số loài của ngành này thì quá trình lại xảy ra trong ống phấn (khi hạt phấn nảy mầm và xuyên qua vòi nhuỵ), còn khoảng 30% số loài còn lại thì xảy ra ngay trong hạt phấn.
- Kết quả của mỗi quá trình này là luôn sinh ra 2 "giao tử" đực, thực chất là nhân đực (tức tinh tử). Chỉ 1 nhân đực kết hợp với nhân cực ở bàu thành hợp tử (2n), còn nhân kia kết hợp với 2 nhân cái tạo nên phôi nhũ (3n) như đã nói trên (hình 4).[11]

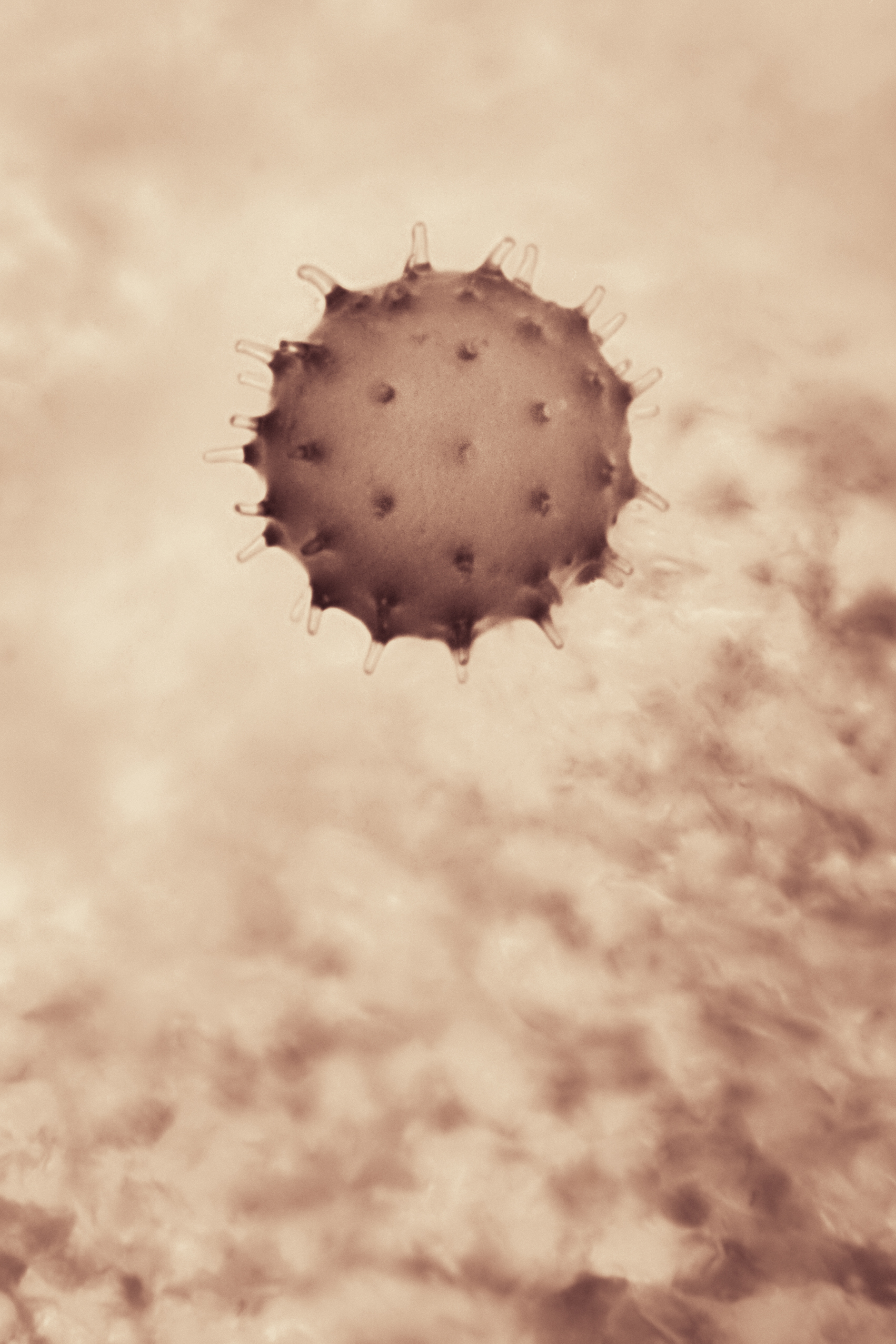
Hình 3: Hạt phấn nảy mầm dưới kính hiển vi quang học.
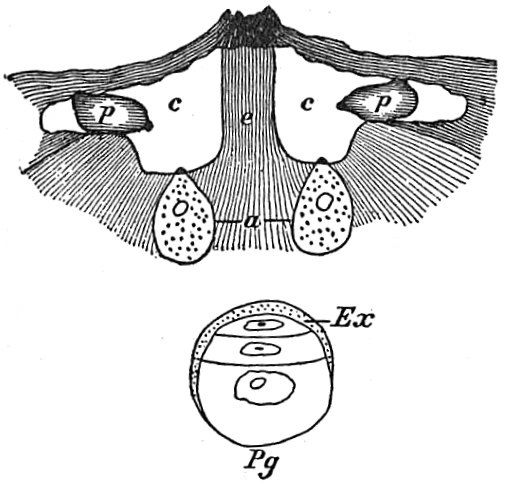
Hình 4: Sơ đồ mô tả ở phát sinh bào tử ở cây bạch quả (Ginkgoaceae).